# Колосков, Александр Иванович (журналист)
Колосков Александр Иванович (1909, Ыгдыр в Карсской области (совр. Турция) — 1984) — советский журналист и литературовед.

## Биография
Родился в г. Ыгдыр в Карсской обл. (совр. Турция). Окончил Ленинградский институт истории, философии и лингвистики (1934). С 1940 г. — первый директор Дома-музея В. В. Маяковского в селе Маяковский, Грузия; сотрудник редакции газеты «Правда» (с 1944). В дальнейшем главный редактор (с 1948), зам. председателя Комитета по радиоинформации при СМ СССР (1949—1954); затем консультант редакции журнала «Партийная жизнь» (1954—1965).

## Творческие материалы
- Монографические исследования: «Подвиг Маяковского» (1967), «Трагедия Маяковского» (1967), «Жизнь Маяковского» (1973), воспоминания о М. Исаковском, Э. Капиеве, Л. Леонове, П. Николаеве, Р. Симонове, С. Чугуеве и др.
- Статьи о жизни, творчестве, обстоятельствах гибели В. В. Маяковского и подготовительные материалы к ним.
- Рассказы: «Индийские сказки», «Ликбез», «Чужой хлеб» и др.